# Liste esoterischer Programmiersprachen

Fractran

Die Liste enthält Beispiele zu esoterischen Programmiersprachen (esolangs).
- ArnoldC – Die Befehle sehen aus wie Filmzitate von Arnold Schwarzenegger[1]
- Beatnik – Wörter stehen für ihre Scrabble-Werte, von Cliff L. Biffle
- Befunge – zweidimensionale Sprache von Chris Pressey
- BIT – von David Morgan-Mar
- Bo³ – ähnlich Befunge, von Markus Bode
- Brainfuck – minimale imperative Programmiersprache, winziger Compiler von Urban Müller
- Brainfuck2D – Brainfuck auf die Ebene projiziert
- Chef – Code sieht aus wie ein Kochrezept, von David Morgan-Mar
- 3Code – von Sean Heber
- Cow – Code besteht aus Kuhlauten (Moo), basiert (wie Ook! und Hohoho!) auf Brainfuck, von Sean Heber
- Emojicode – Objektorientierte Programmiersprache bestehend aus Emojis[2]
- Emoticon – hat Emoticons als Befehle
- FRACTRAN – Turing-vollständige Sprache von Mathematiker John Horton Conway, Programme bestehen aus einer Folge positiver Brüche
- GolfScript – Stack-orientierte Programmiersprache für Codegolf-Wettbewerbe, die eine sehr kompakte Notation erlaubt (teilweise einzelne Zeichen für komplexe Befehle)
- Haifu – von David Morgan-Mar
- Hohoho! – basierend auf einer dreistelligen binären Codierung von Brainfuck (wie auch Ook!), speziell für Weihnachtsmänner[3]
- HQ9+ – Programmiersprache spezialisiert auf triviale Aufgaben, von Cliff L. Biffle
- INTERCAL – sollte das Programmieren erschweren, von Donald R. Woods und James M. Lyon
- Iota and Jot – hat nur 2 Befehle
- JSFuck ist gültiger JavaScript-Code, verwendet aber nur die Zeichen (, ), [, ], ! und +. Verschiedene, mehr oder weniger abenteuerlicher Umwege sind notwendig, um Zahlen, Buchstaben und Befehle zu erzeugen: 2 ist !+[]+!![], oder über die Erzeugung der Zeichenkette „1e1000“ und deren Umwandlung zu einer Zahl, nämlich „Infinity“, ist der Buchstabe „y“ verfügbar.[4] Besonders ist, dass JSFuck als Werkzeug dienen kann, um die Erkennung schädlichen JavaScript-Codes zu umgehen.[5]
- Java2K – wahrscheinlichkeitstheoretische Sprache, von Gerson Kurz
- KaForkL – Programmieren mit RGB-Bildern inklusive grafischer IDE, von Kore Nordmann[6]
- LOLCODE – Syntax besteht aus Netzjargon, von Adam Lindsay
- Loopy – ähnlich Brainfuck2D
- Malbolge – erklärtermaßen schlimmste Programmiersprache, von Ben Olmstead
- Ook! – Syntax besteht einzig und allein aus dem Wort „Ook“ sowie den Zeichen: .?!, wie Hohoho! und Cow eine Codierung von Brainfuck; von David Morgan-Mar
- Orca (Software) von 100r (100 rabbits)
- Piet – Programmcode besteht aus Bildern, von David Morgan-Mar
- Rockstar – Programmiersprache, die zum Erstellen von Programmen entwickelt wurde, die auch Hair-Metal-Power-Balladen sind, von Dylan Beattie[7]
- Shakespeare Programming Language – Code sieht wie ein Stück von Shakespeare aus, von Kalle Hasselström und Jon Åslund
- Taxi – Wegbeschreibung an einen Taxifahrer, von Sean Heber
- TrumpScript – in Anspielung auf Donald Trump, Motto: Making Python great again, von Sam Shadwell[8][9]
- Unlambda – minimale funktionale Programmiersprache
- Vatical – Die Apokalypse der Programmiersprachen entworfen von der Bayrischen Hackerpost[10]
- Whenever – von David Morgan-Mar
- Whirl – von Sean Heber
- Whitespace – Code besteht nur aus nichtdruckbaren Zeichen, von Edwin Brady und Chris Morris